# Искатели ведьм (Доктор Кто)
«Иска́тели ведьм» (англ. The Witchfinders) — восьмая серия одиннадцатого сезона британского научно-фантастического телесериала «Доктор Кто», поставленная режиссёром Салли Апрахеймиан по сценарию Джой Уилкинсон. Премьера состоялась 25 ноября 2018 года на канале BBC One.
Тринадцатый Доктор (Джоди Уиттакер), Грэм О’Брайен (Брэдли Уолш), Райан Синклер (Тосин Коул) и Ясмин Хан (Мандип Гилл) оказываются в Ланкашире времён правления короля Якова I и оказываются вовлечёнными в суд над ведьмами.
В эпизоде также снимались Алан Камминг, Шивон Финнеран, Тилли Стил, Триша Келли, Артур Кей, Ставрос Деметраки и Марина Стойменова.

## Сюжет
Тринадцатый Доктор собирается отвести своих друзей, Грэма, Ясмин и Райана на коронацию Елизаветы I, но вместо этого ТАРДИС привозит компанию в Ланкашир, в деревню Байлхёрст-Крагг начала XVII века.
Доктор напоминает спутникам, что им следует вмешиваться в историю как можно меньше. Когда они подходят к реке, то видят, как местная землевладелица Бекка Сэвидж обвиняет в колдовстве пожилую женщину, подвергая её испытанию водой. Доктор вытаскивает женщину из воды, но та умирает от нехватки воздуха.
Грэм представляется Бекке как генерал по поиску ведьм и требует подробнее обсудить случай с погибшей. В доме Сэвидж Доктор затевает спор с Беккой из-за преследования ведьм и уличения в связях с сатаной, в которого сама Доктор не верит. Тогда же перед ними предстаёт король Яков I, инкогнито путешествующий по королевству.
Тем временем Уилла Твистон, внучка убитой женщины, хоронит покойницу в лесу, где на неё пробует напасть неясное нечто, от которого её спасает Ясмин Хан. Затем Доктор и Ясмин беседуют с Уиллой, отговаривая её бежать прямо сейчас из деревни из-за страха суда над ней как над внучкой ведьмы, и утверждают, что cмогут ей помочь.
В лесу король Яков рассказывает Райану о своей жизни: о том, как его мать убила его отца, за что и была обезглавлена; о том, что его вырастили три регента, умершие при неизвестных обстоятельствах; о том, что после многих покушений на его жизнь он перестал доверять людям и твёрдо решил изгнать дьявола из своей жизни, для чего и прибегает к помощи инквизиции.
В лесу Доктор, Яс и Уилла встречают восставшие из земли тела мертвецов, одержимых неясного происхождения грязью. Доктор хочет узнать, что представляет из себя эта грязь, однако её планы срывает король Яков и Бекка, прибежавшие на место. Они обвиняют Доктора в колдовстве.
Доктора подвергают испытанию водой, но она остаётся жива. В тот же момент из глаз Бэкки Сэвидж начинает течь грязь; к ней подходят восставшие трупы, так же заражённые грязью. Доктор требует объяснений, и Бекка признаётся, что она некогда срубила дерево на местном холме, закрывавшее ей вид из окна. Как оказывается, этим действием она освободила запертую под холмом древнюю грязь, в которой заключался дух мораксов — инопланетных военных преступников. Мораксы собираются теперь захватить Землю, для чего им нужно тело короля Якова.
…Благодаря Доктору и его спутникам, удаётся изгнать мораксов, а также их королеву, захватившую тело Бекки Сэвидж, обратно в их тюрьму и восстановить замо́к над ними. Доктор всё же осталась недовольна действиями Якова I, который повёл себя необоснованно жестоко в финальной схватке с мораксами, и заявляет, что лучше ему прекратить охоту на ведьм.
Поскольку король Яков обязан жизнью Доктору, он соглашается сохранить всё произошедшее в Байлхёрст-Крагге в тайне. Доктор и его спутники улетают на ТАРДИС; наблюдавший исчезновение будки король остаётся смущённым, а Уилла улыбается.

## Производство
Внешние сцены для эпизоды снимались в окрестностях Уэльса, а также в Англии, в городе Госпорт, в живом музее XVII века Литтл Вудхэм. Съёмки эпизода проходили в феврале 2018 года под руководством Салли Абрахамян, также ставшей режиссёром серии «Арахниды в Соединённом Королевстве».

## Показ
| Оценки критиков                  | Оценки критиков |
| Источник                         | Оценка          |
| -------------------------------- | --------------- |
| Rotten Tomatoes (Томатометр)     | 88%             |
| Rotten Tomatoes (Средняя оценка) | 7.54            |
| Entertainment Weekly             | B+              |
| Daily Mirror                     | [ 6 ]           |
| Metro                            | [ 7 ]           |
| New York Magazine                | [ 8 ]           |
| Radio Times                      | [ 9 ]           |
| The A.V. Club                    | B+              |
| The Telegraph                    | [ 11 ]          |
| The Independent                  | [ 12 ]          |
| TV Fanatic                       | [ 13 ]          |

### Преждевременный выпуск
Эпизод был выпущен подписчикам Amazon Prime за три дня до его трансляции BBC One, когда потоковый сервис случайно загрузил «Искатели ведьм» в слот для седьмого эпизода «Керблам!» вместо непосредственно самого седьмого эпизода.

### Рейтинги
В день премьеры «Искатели ведьм» посмотрело 5,66 миллионов зрителей, что составило приблизительно 27,9 % всех зрителей Соединённого Королевства того вечера и поставило эпизод на четвёртое место среди всех показов того же вечера и на девятнадцатое — среди вечерних показов недели по всем британским каналам. В целом серию посмотрело 7,21 миллионов британских зрителей, в результате чего она стала семнадцатым самым просматриваемым шоу недели. Индекс оценки составил 81.

### Критика
Эпизод был встречен в целом положительными отзывами критиков. Особенно похвалили игру Алана Камминга.
Украинский ресурс Vertigo.com.ua, заметил, что «именно в восьмом эпизоде Крис Чибнелл чуть ли не впервые использует потенциал Доктора-женщины, выдаёт неплохого „монстра недели“, но страдает от скомканного финала».